# Wesley (zanger)
Wesley, artiestennaam van Wesley Jacobs (Goirle, 20 januari 1986), is een Nederlands volkszanger.

## Carrière
In 2000 schreef Pierre Kartner Wesleys eerste nummer Bedankt, dat speciaal voor zijn ouders werd geschreven. Hij tekende op zijn zeventiende een platencontract, waarna er diverse singles, cd's en dvd's uitkwamen.
In 2005 nam hij een duet met Pierre Kartner op. In 2006 was Wesley te zien in zijn eigen realitysoap, die werd uitgezonden door SBS6, in 2010 gevolgd door een vergelijkbaar programma op Omroep Brabant.

## Discografie

### Albums
| Album met eventuele hitnotering(en) in de Nederlandse Album Top 100 | Datum van verschijnen | Datum van binnenkomst | Hoogste positie | Aantal weken | Opmerkingen |
| ------------------------------------------------------------------- | --------------------- | --------------------- | --------------- | ------------ | ----------- |
| Ik hou nog steeds van jou                                           | 2003                  | 25-10-2003            | 93              | 2            |             |
| Geluk in het leven                                                  | 2004                  | 03-07-2004            | 100             | 1            |             |
| M'n hartendief                                                      | 2005                  | -                     |                 |              |             |
| Mooi is het leven                                                   | 2009                  | -                     |                 |              |             |

### Singles
| Single met eventuele hitnotering(en) in de Nederlandse Top 40 | Datum van verschijnen | Datum van binnenkomst | Hoogste positie | Aantal weken | Opmerkingen                                            |
| ------------------------------------------------------------- | --------------------- | --------------------- | --------------- | ------------ | ------------------------------------------------------ |
| Bedankt                                                       | 2000                  | -                     |                 |              |                                                        |
| Bewijs het dan                                                | 2003                  | -                     |                 |              |                                                        |
| Yo te quiero                                                  | 2003                  | -                     |                 |              | nr. 45 in de Single Top 100                            |
| Zoene! zoene!                                                 | 2003                  | 13-09-2003            | 36              | 2            | met Earforce & DJ Kicken / nr. 14 in de Single Top 100 |
| Ze danst daar eenzaam door de nacht                           | 2004                  | -                     |                 |              | nr. 61 in de Single Top 100                            |
| Het moederlied                                                | 2005                  | -                     |                 |              | met Vader Abraham / nr. 33 in de Single Top 100        |
| Romeo                                                         | 2006                  | -                     |                 |              | nr. 73 in de Single Top 100                            |
| Kom dans met mij                                              | 2006                  | -                     |                 |              | nr. 97 in de Single Top 100                            |
| Ik wil met kerstmis bij jou zijn                              | 2006                  | -                     |                 |              |                                                        |
| Hallo schat                                                   | 2007                  | -                     |                 |              | nr. 58 in de Single Top 100                            |
| Ik voel me echt te gek                                        | 2008                  | 06-09-2008            | tip9*           |              | nr. 17 in de Single Top 100                            |
| Julia                                                         | 2013                  |                       |                 |              |                                                        |
| Ik heb een gouden ring voor jou                               | 2016                  |                       |                 |              |                                                        |

### Dvd's
- Bedankt voor alles (2004)
- Kom grijp je kansen (2004)
- Live in concert (2006)

| Dvd's met hitnoteringen in de Nederlandse Music Top 30 | Datum van verschijnen | Datum van binnenkomst | Hoogste positie | Aantal weken | Opmerkingen |
| ------------------------------------------------------ | --------------------- | --------------------- | --------------- | ------------ | ----------- |
| Live in concert 2006                                   | 2006                  | 04-11-2006            | 15              | 1            |             |